# E io non pago - L'Italia dei furbetti
E io non pago - L'Italia dei furbetti è un film del 2012 diretto da Alessandro Capone e interpretato da Maurizio Mattioli, Maurizio Casagrande, Jerry Calà, Valeria Marini ed Enzo Salvi.

## Trama
Il maresciallo Remo Signorelli e il brigadiere Riccardo Riva della Guardia di Finanza devono preparare un "blitz antievasione" a Poltu Quatu, centro turistico sulla costa nord-est della Sardegna. Grossi sospetti circolano infatti attorno al commercialista Massimiliano Grilli, da molti considerato un “maestro dell’evasione fiscale”.
Nel frattempo Remo incontra casualmente il suo vecchio amico Fulvio che gestisce un locale di moda. Quest'ultimo lo accoglie come un vecchio e caro amico: ma non sa che ora è un maresciallo della finanza e gli fa da guida attraverso i segreti della grande evasione fiscale. In realtà Remo serba ancora rancore nei confronti di Fulvio perché è convinto che anni addietro sia andato a letto con la ragazza con cui si è poi sposato.
La preparazione del mega blitz prosegue inesorabilmente e quando Remo scopre che in realtà le cose non andarono come lui aveva sempre creduto, ormai è troppo tardi: Fulvio è già stato denunciato. II blitz inchioda poi gli evasori alle loro responsabilità, a partire dal commercialista Grilli e un politico che lo aveva appoggiato in passato. Fulvio riesce però a evitare il peggio e a riappacificarsi con Remo, il quale lascia il suo lavoro per aiutare l'amico ritrovato a riaprire il locale.

## Produzione
Il film è ambientato nella Costa Smeralda, in Sardegna, e parte delle scene sono state girate a Poltu Quatu.

## Distribuzione
Il film è stato distribuito nelle sale il 31 ottobre 2012.

## Accoglienza

### Incassi
Il film, distribuito in sole 86 copie, ha esordito al 19º posto nel botteghino italiano, registrando un incasso di €110.719 nel primo weekend. In totale ha incassato €158.312.

### Critica
(Dario Zonta)
(Roberto Nepoti)